# Port Arthur (Texas)
Pour les articles homonymes, voir Port Arthur.
Port Arthur est une ville des comtés de Jefferson et d'Orange, dans l’État du Texas, aux États-Unis. Sa population s’élevait à 53 818 habitants lors du recensement de 2010.

## Histoire
Port Arthur a été fondée par Arthur Stilwell (en) à la fin du XIXe siècle, à l'emplacement approximatif de l'ancienne ville d’Aurora, érigée en 1837. Celle-ci se dépeupla durant la guerre de Sécession, avant d'être balayée par un ouragan en 1886, poussant les derniers habitants à partir s'installer non loin de là, à Beaumont.

## Géographie
Port Arthur se trouve sur la rive occidentale du lac Sabine, à une quinzaine de kilomètres des côtes du golfe du Mexique et à environ 130 km à l'est de Houston.

## Environnement et risques naturels
La pollution industrielle est importante, principalement due au raffinage des hydrocarbures et à la pétrochimie.
La ville a également connu une grande marée noire en 2010, à la suite de la collision d'un pétrolier avec une barge.
L'accident a causé le déversement de 450 000 gallons (soient un peu plus de 1 700 m3) de pétrole dans l'estuaire et dans les fleuves Sabine et Neches à proximité de la ville.
Cette région est située sur le chemin des ouragans, cyclones et tempêtes tropicales et a plusieurs fois subi d'importants dégâts. Les dégâts les plus récents sont ceux de l'ouragan Ike, qui ont été précédés par ceux de l'ouragan Betsy (1965, très violent, proche de la catégorie 5), de l'ouragan Rita (2005), de l'ouragan Humberto (septembre 2007), et de la tempête tropicale Edouard (août 2008).

## Économie
La ville, le port et leur capacité de raffinage des hydrocarbures semblent avoir connu plusieurs décennies de stagnation économique après une phase de forte croissance.
Le secteur de l'énergie reste prépondérant au Texas, mais les réserves pétrolières de cet État s'épuisent, et il doit se préparer à l'après-pétrole, même s'il bénéficie provisoirement des revenus de l'exploitation du gaz de schiste, par ailleurs controversée.
La ville cherche néanmoins encore à développer ses capacités de raffinage et production de gaz naturel liquéfié, avec deux projets majeurs de terminaux pétrogaziers ; celui de Golden Pass et celui de Sabine Pass (sur la Sabine), qui ont ensemble bénéficié d'un total d'investissements initiaux évalué à 2 milliards de dollars. Ces projets sont présentés par le Port comme pouvant relancer l'économie locale et créer de nombreux emplois.

Motiva Enterprises a entrepris de renforcer sa capacité de 600 000 barils par jour (95 000 m3/j) Ce projet de 10,0 milliards de dollars serait la plus grande extension d'une raffinerie aux États-Unis depuis 30 ans. Premcor Refining (devenue Valero) a de son côté agrandi son usine pétrochimique pour environ 775 000 000 dollars, et le groupe BASF/Fina projette de nouvelles installations de gazéification et cogénération.
Ces opérations sont prises en charge par le port de Port Arthur.
Il reste l'un des principaux ports du Texas, mais la ville souffre néanmoins encore de l'un des taux de chômage les plus élevés de l'État.

## Galerie photographique

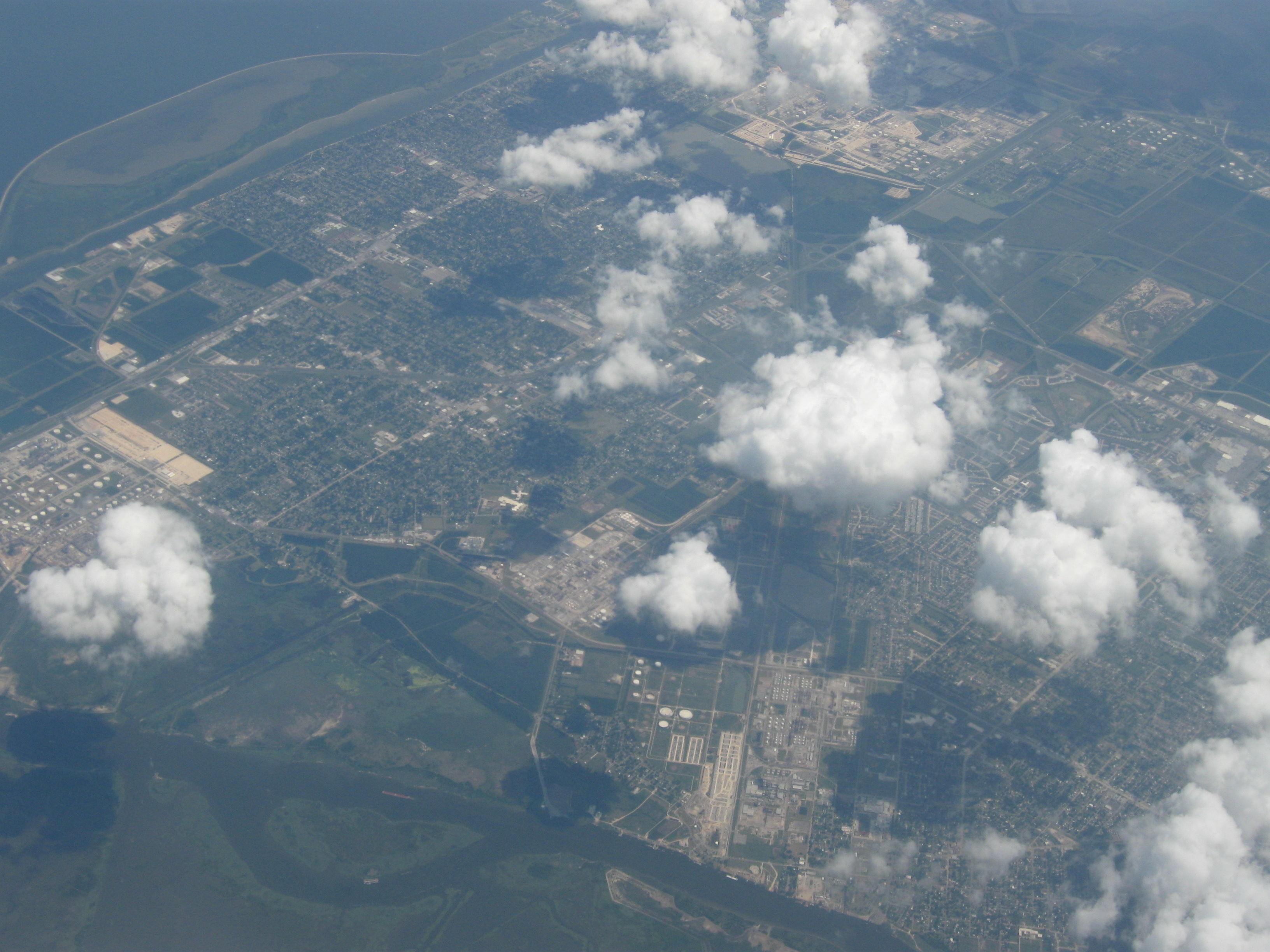
Occupation du sol industrielle et « artificialisante »
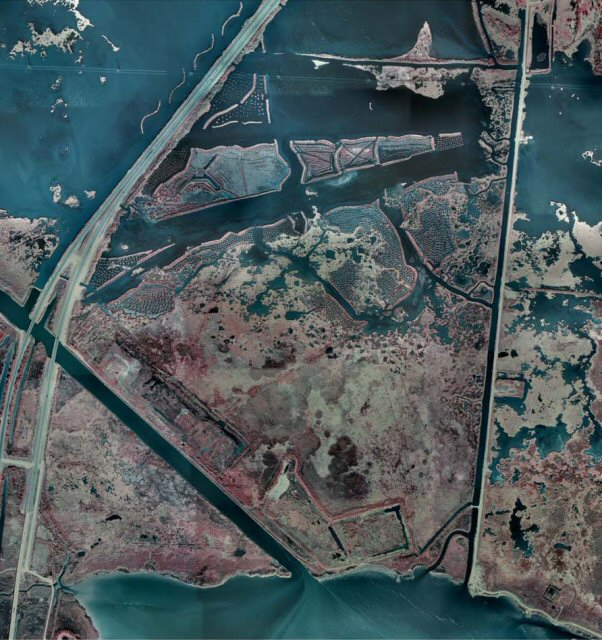
Ancien estuaire de Port Arthur (Texas), très artificialisé et écologiquement fragmenté, qui fait l'objet de projets de renaturation
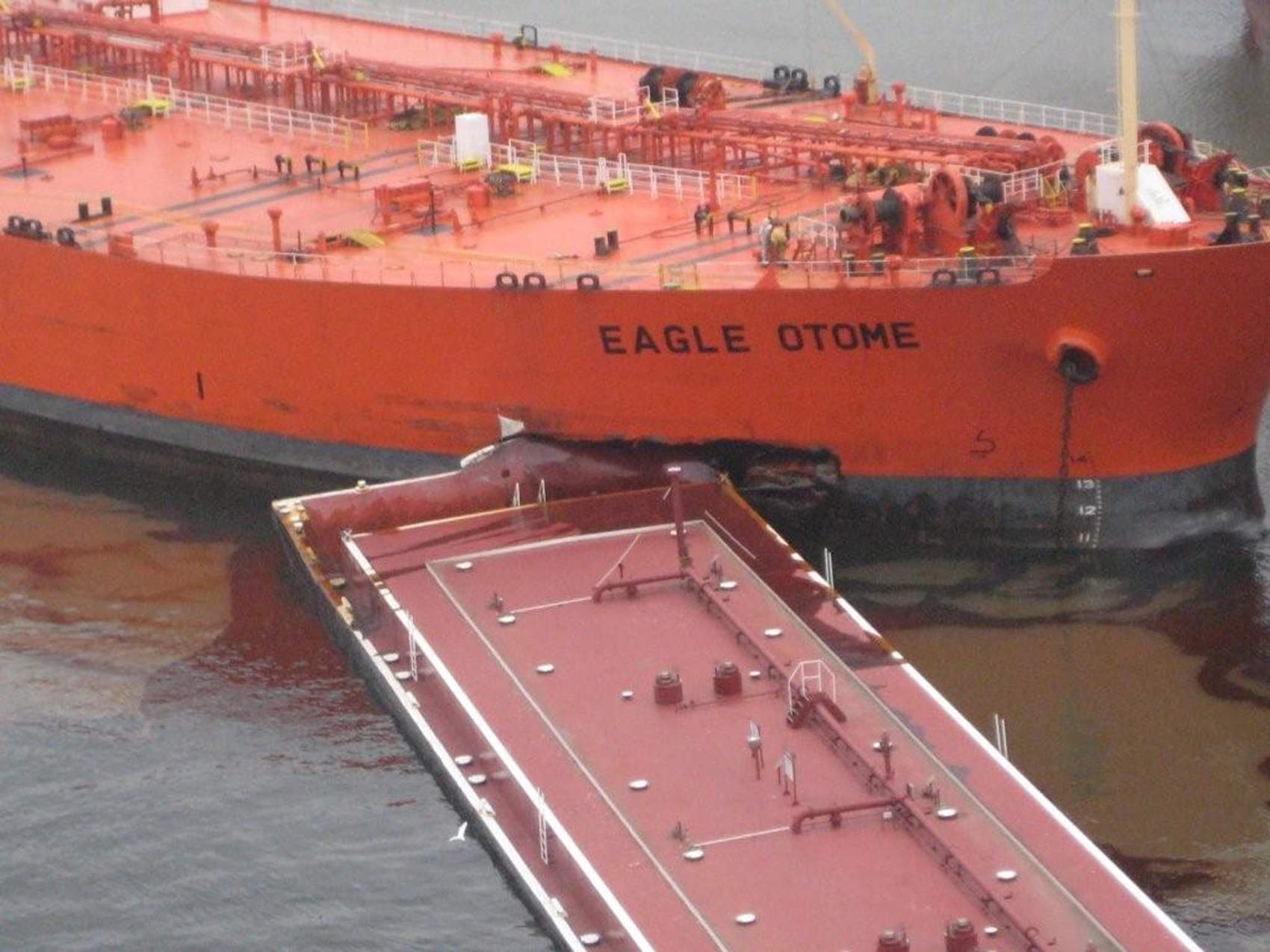
Marée noire induite par la collision du pétrolier Eagle Otome et d'une barge (janvier 2010)
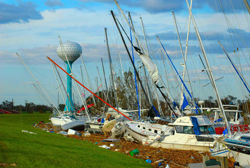
Dégâts de l'ouragan Ike (septembre 2008), qui a connu des pointes de vent de 190 km/h

## Personnalités liées à la ville
- Lucian Adams : titulaire de la Medal of Honor ;
- UGK : groupe de rap.
- Janis Joplin : chanteuse